# Ribs & Blues
Ribs & Blues is een muziekfestival in de Overijsselse plaats Raalte. Het wordt sinds 1997 jaarlijks op eerste en tweede pinksterdag gehouden op festivalterrein de Domineeskamp in het centrum van het dorp. In 2010 bezochten ongeveer 45.000 mensen het gratis festival.

## Opzet festival
Het Ribs en Blues is geïnspireerd door Amerikaanse bluesfestivals met een combinatie van muziek en spareribs eten van de barbecue. Daarnaast is er sinds 2005 een programma met internationale straatartiesten in het Theaterland dat ook vrij te bezoeken is. Tijdens het Pinksterweekeinde zijn er ongeveer een dozijn Nederlandse, Britse, Amerikaanse en Belgische blues-, bluesrock- en Americanabands te zien en te horen. Bj het 15e festival (Pinksteren 2011) kwam er een tweede podium en steeg het aantal optredende bands naar 21.
Op het programma stonden in het verleden bands als Walter Trout & the Radicals, Joe Bonamassa en Canned Heat uit de Verenigde Staten, Ian Siegal, Ten Years After en Ian Parker uit Groot-Brittannië, en Cuby & the Blizzards, Barrelhouse, DeWolff , Livin' Blues en Phil Bee's Freedom uit Nederland.